# Institut international de recherche sur le riz
L'institut international de recherche sur le riz (IRRI) est une organisation internationale non-gouvernementale (ONG).
L'IRRI a son siège Los Baños (Philippines) et dispose de représentations dans dix pays. Le principal objectif de l'IRRI est de trouver des méthodes durables pour améliorer le bien-être des riziculteurs et consommateurs de riz en état de pauvreté, tout en préservant l'environnement. Cet institut est l'un des quinze centres de recherche agricole dans le monde qui sont chapeautés par le groupe consultatif pour la recherche agricole internationale (CGIAR).
L'IRRI a été créé en 1960 et ses activités de recherche ont débuté en 1962. L'IRRI est bien connu pour ses contributions à la Révolution verte en Asie à la fin des années 1960 et dans les années 1970. Les variétés (cultivars) mises au point par l'IRRI, dénommées séries IR, sont bien acceptées dans beaucoup de pays asiatiques.